# 奎宿增十七
仙女座47，又名BD+36 237，HD 8374、SAO 54655、HR 395，是仙女座的一颗恒星，视星等为5.58，位于銀經129.94，銀緯-24.72，其B1900.0坐标为赤經1h 17m 57.2s，赤緯+37° -24.72′ 35″。